# Morena boczna
Morena boczna:
1. Materiał skalny transportowany przez lodowiec, przymarznięty do boków jęzora lodowcowego.
2. Wyraźny wał występujący wzdłuż bocznej krawędzi jęzora lodowcowego, częściowo położona na lodowcu (wał lodowo-morenowy) lub sam wał pozostały po ustąpieniu lodowca. Budują ją okruchy skalne pochodzące z niszczenia otaczających lodowiec zboczy górskich. W wyniku połączenia moren bocznych dwóch łączących się lodowców może utworzyć się morena środkowa.
W Polsce moreny boczne, jako efekt działalności plejstoceńskich lodowców górskich występują w Tatrach i Karkonoszach.